# Municipio de Clyde (Dakota del Sur)
El municipio de Clyde (en inglés: Clyde Township) es un municipio ubicado en el condado de Beadle en el estado estadounidense de Dakota del Sur. En el año 2010 tenía una población de 389 habitantes y una densidad poblacional de 4,57 personas por km².

## Geografía
El municipio de Clyde se encuentra ubicado en las coordenadas 44°19′12″N 98°17′7″O / 44.32000, -98.28528. Según la Oficina del Censo de los Estados Unidos, el municipio tiene una superficie total de 85.08 km², de la cual 85,04 km² corresponden a tierra firme y (0,04 %) 0,03 km² es agua.

## Demografía
Según el censo de 2010, había 389 personas residiendo en el municipio de Clyde. La densidad de población era de 4,57 hab./km². De los 389 habitantes, el municipio de Clyde estaba compuesto por el 96,66 % blancos, el 0,51 % eran amerindios, el 0,26 % eran asiáticos, el 1,29 % eran de otras razas y el 1,29 % eran de una mezcla de razas. Del total de la población el 4,63 % eran hispanos o latinos de cualquier raza.